# Сан Чипријано Пичентино
Сан Чипријано Пичентино (итал. San Cipriano Picentino) је насеље у Италији у округу Салерно, региону Кампанија.
Према процени из 2011. у насељу је живело 2475 становника. Насеље се налази на надморској висини од 371 м.

## Становништво
| 1931. | 1936. | 1951. | 1961. | 1971. | 1981. | 1991. | 2001. | 2011. |
| ----- | ----- | ----- | ----- | ----- | ----- | ----- | ----- | ----- |
| 3.905 | 4.094 | 4.165 | 3.877 | 3.684 | 4.265 | 4.883 | 5.978 | 6.643 |